# Бахарз
Бахарз (перс. باخرز‎), также известный как Оста-е Бахраз (перс. استای باخرز‎) — город в Иране, центр шахрестана Бахарз провинции (остана) Хорасан-Резави.

## Географическое положение
Город находится вблизи горного массива, простирающегося с северо-запада на юго-восток. Его высшая точка — гора Бахраз высотой в 1855 метров — находится в черте города. Через город протекает река Рус.

## Промышленность
В городе выращивается хлопок, шафран (на данный момент основная культура, производящаяся в Бахарзе), тмин, пшеница, ячмень, сахарная свёкла, инжир, слива, абрикосы, виноград, а также некоторые овощные культуры. Что касается ручных промыслов, Бахарз славится своим ковроткачеством, как и многие другие города Хорасана-Резави.

## Население
Работник посольства Великобритании в Мешхеде Эйт писал в своих мемуарах, что во время правления династии Каджаров Бахарз страдал от постоянных атак туркменских племен. Во время пребывания на престоле Насер ад-Дина Шаха город активно заселялся. Основную часть населения города на тот момент составляли афганцы и теймури, на сегодняшний день — туркмены, теймури, персы, афганцы.
Бахарзцы разговаривают на диалекте персидского языка, по звучанию похожему на диалект города Торбете-Джам. В основном город населен мусульманами — суннитами и шиитами-иснаашаритами.
На 2011 год население города составляет 8392 человек (2134 семьи).

## Упоминания
Нет свидетельств о том, что Бахарз существовал в доисламскую эпоху. Некоторые географы заявляют, что ранее он назывался Кавахарз (перс. کواخرز‎), а в среднеперсидский язык его название вошло как Бадхарзе (перс. بادهرزه‎). В IX веке историк Ибн Хордадбех зафиксировал Бахарз как один из пригородов Нишапура. Во время правления Насер ад-Дина Шаха город назывался Бахарзи (перс. باخرزی‎).

## Достопримечательности
- Мавзолей Шейха Абдуллы (перс. مقبره شیخ عبدالله‎) находится рядом с историческим домом Малин. Считается, что мавзолей построен по приказу его родственника Шейха Джама.
- Мавзолей Шейха Тадждара (перс. مقبره شیخ تاجدار‎) находится у подножия горы Бахарз.
- Красивые долины и хлопковые поля;
- Рощи, в которых растет мускатный орех в 5 километрах от города;
- Мавзолей Джелал ад-Дина.